# علي بن ماجد العيوني
أبو منصور علي بن ماجد العيوني أميرٌ عيونِيّ حكم الأحساء ولا تُحدِّدُ المصادر فترة حُكمه ولكنه غادر الأحساء سنة 618 هـ بعد معرفته لمؤامرة ضده من قبيلة عبد القيس.

### فِهرِس المراجع
1. ↑  المديرس (2002)، ص. 140.

### بَيانات المراجع
الكُتُب مُرتَّبة حَسب تاريخ النَّشر
- عبد الرحمن بن مديرس المديرس (2002). الدولة العُيُونيَّة في البَحْرَيْن: 469-636هـ/1076-1238م. الرياض: دارة الملك عبد العزيز. ISBN:9960-693-81-3. LCCN:2003346798. OCLC:52358413. OL:20126399M. QID:Q118072568.